# Чарлз Сийлсфилд
Чарлз Сийлсфилд (на английски: Charles Sealsfield) е австро-американски журналист и писател на произведения в жанра публицистика, приключенски роман, пътепис, исторически роман и документалистика.

## Биография и творчество
Чарлз Сийлсфилд, с рождено име Карл Антон Постл, е роден на 3 март 1793 г. в Попице у Знойма, Моравия, тогава част от Австро-Унгарската империя, в семейството на фермерите Антон Постл и Джулиана Рабл. Завършва училище в Знаим (днес Зноймо, Чехия). Следва католическо богословие в Прага в периода 1808 – 1815 г. Полага обет като монах през 1814 г. в Ордена на Кройцререните (Ордена на Рицарите на кръста с червена звезда) и става свещеник.
През есента на 1822 г., бягайки от репресивното правителство на принц Клеменс фон Метерних, през Виена и Щутгарт отива в САЩ, където приема името Чарлз Сийлсфийлд. Там работи като протестантски духовник в Китанинг в Пенсилвания, а след това в Ню Орлиънс.
През 1826 – 1927 г. се завръща в Европа и пребивава в Лондон и Париж. Първата му книга „Die Vereinigten Staaten von Nordamerika“ (1 том – Съединените щати на Северна Америка, каквито са в своите политически, религиозни и социални отношения, 2 том – Американците такива, каквито са: Описани в обиколка из долините на Мисисипи) е издадена през 1826 г. През 1928 г. анонимно е издадена книгата му „Österreich, wie es ist oder: Skizzen von Fürstenhöfen des Kontinents. Von einem Augenzeugen“ (Австрия такава, каквато е или: скици на кралски дворове на континента. От очевидец), в която критикува управлението и режима на Метерних, за което е издирван без успех от австрийските власти.
В периода 1828 – 1830 г. отново отива в САЩ, където публикува първия си роман „Tokeah, or the White Rose“ (Токеа или Бялата роза). В Ню Йорк работи и като сътрудник на вестник „Courrier des Etats-Unis“.
В края на 1830 г. се завръща в Европа, като живее в Париж и Лондон. После през 1832 г. се установява се в Швейцария, където купува къща в Золотурн. Постига международен успех с няколко романа, първоначално публикувани анонимно. Прави кратко пътуване до САЩ през 1837 г., което служи като правна защита за американската му идентичност, а след престой в САЩ от 1853 до 1858 г. получава американско гражданство.
Карл Антон Постл умира на 26 май 1864 г. в Золотурн.

## Произведения
- Die Vereinigten Staaten von Nordamerika (1926)
- Österreich, wie es ist oder: Skizzen von Fürstenhöfen des Kontinents. Von einem Augenzeugen (1828)
- Tokeah, or the White Rose (1828) – издаден и като „Der Legitime und die Republikaner“
- Der Virey und die Aristokraten oder Mexiko im Jahre 1812 (1835) – за Мексиканска война за независимост
- Lebensbilder aus beiden Hemisphären (1835 – 1837)
  - Ralph Doughby’s Esq. Brautfahrt oder Der transatlantischen Reiseskizzen (1835)
  - Pflanzerleben oder Der transatlantischen Reiseskizzen (1836)
  - Die Farbigen oder Der transatlantischen Reiseskizzen (1836)
  - Nathan, der Squatter-Regulator, oder Der erste Amerikaner in Texas. Der transatlantischen Reiseskizzen (1837)
- Sturm-, Land- und Seebilder (1838)
- Neue Land- und Seebilder: Die Deutsch-Amerikanischen Wahlverwandtschaften (1839 – 40)
- Der Kapitän (1841)
Капитанът, изд.: „Георги Бакалов“, Варна (1981), прев. Веселин Радков
- Das Kajütenbuch, oder Nationale Charakteristiken (1842)
- Morton oder die große Tour (1844)
- Die Grabesschuld: Nachgelassene Erzählung (1873)